# Altos Hornos de Marbella

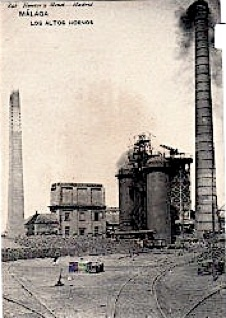
Werksanlage von Manuel Agustín Heredia, im Industriegebiet der Altos Hornos de Marbella 1847

Altos Hornos de Marbella ist ein historisches Industriegebiet in Andalusien. Dort wurden die ersten Unternehmen der Eisen- und Stahlindustrie in Andalusien errichtet. Dieser Standort an der Westküste des Rio Verde wurde – aufgrund der Nähe zum Hafen und ab 1845 der Anbindung an das spanische Eisenbahnnetz – zum wichtigsten Motor für die industrielle Entwicklung der Stadt Marbella. 

## Geschichte
Die Geschichte von Altos Hornos begann Anfang des 18. Jahrhunderts nach der Entdeckung der Eisenerzvorkommen in Ojén. Im Jahre 1826 gründete der Geschäftsmann Manuel Agustín Heredia das Unternehmen La Concepción, um Magnetit-Eisenerze in der Sierra Blanca in der Nähe von Ojén abzubauen.
Aufgrund der Verfügbarkeit von Eisenerz und Holzkohle in den nahen Wäldern und Wasser vom Río Verde wurde 1832 in Altos Hornos de Marbella die erste Eisenhütte mit einem Hochofen errichtet. Die mit Holzkohle befeuerten Hochöfen waren die ersten, die für nichtmilitärische Zwecke in Spanien erbaut wurden. Bis 1893 gab es zwei Gesellschaften: La Concepción von Heredia und El Angel von Juan Giró. Die Eisengießerei El Angel wurde im Jahre 1871 von der britischen Marbella Iron Ore Company übernommen. Die beiden Eisenhütten produzierten damals rund 75 Prozent des gesamten spanischen Stahlbedarfs. Die Hüttenwerke mit ihrer Nachfrage nach Erzen, Arbeitskräften, Maschinen und Werkzeugen waren ein bedeutender Faktor in der Industrialisierung Spaniens.
Im Jahr 1893 endete die Stahlproduktion in Marbella in Folge der Großen Depression (1873–1896). Reste der Hochofenanlage La Concepción stehen unter Denkmalschutz und sind in der Liste Patrimonio Inmueble de Andalucía unter Código 01290690069 eingetragen.